# 엘마르 가스모프
엘마르 일가르 오글루 가스모프(아제르바이잔어: Elmar İlqar oğlu Qasımov, 1990년 11월 2일~)는 아제르바이잔의 유도 선수이다. 2016년 하계 올림픽 남자 하프헤비급에서 은메달을 획득했다.